# Prvoosebni pogled (radijsko upravljanje)
Prvoosebni pogled ( angl. FPV - First Person View) ali preprosto video pilotiranje, je metoda upravljanja, ki se uporablja za upravljanje radijsko vodenega brezpilotnega zrakoplova ali vozila iz vidika pilota ali voznika. Najpogosteje se uporablja za pilotiranje brezpilotnih zrakoplovov (UAV). 
Plovilo se z vidika prve osebe pilotira na daljavo z vgrajeno kamero, ki brezžično posreduje sliko v video očala FPV ali klasični prikazovalnik. 